# Michael Deeley
Michael Deeley (* 6. August 1932 in London) ist ein britischer Filmproduzent, der an Filmen wie Charlie staubt Millionen ab (1969), Die durch die Hölle gehen (1978) und Blade Runner (1982) beteiligt war. Er ist außerdem Gründungsmitglied und stellvertretender Vorsitzender des British Screen Advisory Council. 1979 gewann er zusammen mit Barry Spikings und Michael Cimino einen Oscar für Die durch die Hölle gehen.

## Leben
Deeleys Vater war Chef eines Werbeunternehmens und seine Mutter arbeitete als Assistentin für verschiedene Filmproduzenten. Nachdem er während des Kriegs in Malaysia gedient hatte, bekam er durch die Beziehungen seiner Mutter einen Job als Schnittassistent bei Douglas Fairbanks junior. Während der Arbeit an der Fernsehserie Die Abenteuer von Robin Hood beschlossen er und sein Partner Harry Booth in die Filmproduktion einzusteigen. Sie begannen Geld für den 26-minütigen Kurzfilm The Case of the Mukkinese Battle Horn mit Peter Sellers und Spike Milligan zusammenzutragen. Dieser Kurzfilm legte den Grundstein für Deeleys Produzentenkarriere, auch wenn er zunächst weiter im Bereich Filmschnitt arbeitete.
Anfang der 1960er arbeitete Deeley für MCA Universal als Vertriebsleiter. 1964 produzierte er den Nudisten-Film Eva und das nackte Paradies sowie die Filmkomödie One Way Pendulum. Letzterer wurde von Woodfall Film Productions herausgegeben, die Deeley 1964 als Assistent von Oscar Lewenstein, Leiter des Unternehmens, unter Vertrag nahmen.
Deeley produzierte dann Überfall (1967) zusammen mit Stanley Barker. Unter dem Unternehmensnamen Oakhurst Productions wurden weitere Filme produziert. Mit Barker und Barry Spikings gründete er weitere Unternehmen, die alle „Great Western“ im Namen trugen und unterschiedliche Ziele verfolgten. 1973 übernahmen die drei British Lion Films und Deeley wurde Chef des Unternehmens.
Bei British Lion überwachte Deeley unter anderem die Produktion von Wenn die Gondeln Trauer tragen (1973) und The Wicker Man und half bei der Finanzierung von Ein Mann stellt eine Falle (1974), Der Mann aus Metall (1974), Die Schande des Regiments (1974) und Die Uhr läuft ab (1974) mit. Er selbst produzierte 1976 Der Mann, der vom Himmel fiel. Nach dem Zusammenschluss mit EMI Films übernahmen Deeley und Spikings die Leitung der daraus entstandenen Firma. Zu den bekanntesten Werken zählen Convoy und Die durch die Hölle gehen (beide 1978). Deeley verließ EMI Films jedoch bereits 1979 und produzierte Blade Runner (1982). Für Die durch die Hölle gehen gewann er bei der Oscarverleihung 1979 zusammen mit seinen Kollegen Barry Spikings, John Peverall und Michael Cimino den Oscar für den besten Film.
Von 1984 bis 1990 war Deeley CEO von Consolidated, eines Fernsehunternehmens, das sich im US-amerikanischen Fernsehen versuchte. 2009 veröffentlichte er seine Biografie Blade Runners, Deer Hunters and Blowing the Bloody Doors Off: My Life in Cult Movies.

## Filmografie (Auswahl)
- 1956: The Case of the Mukkinese Battle Horn (Kurzfilm)
- 1964: Eva und das nackte Paradies (Sandy, the Reluctant Nature Girl)
- 1964: One Way Pendulum
- 1967: Überfall (Robbery)
- 1969: Charlie staubt Millionen ab (The Italian Job)
- 1971: Das Wiegenlied der Verdammten (Murphy’s War)
- 1973: Wenn die Gondeln Trauer tragen (Don’t Look Now)
- 1974: Die Schande des Regiments (Conduct Unbecoming)
- 1976: Der Mann, der vom Himmel fiel (The man Who Fell to Earth)
- 1978: Die durch die Hölle gehen (The Deer Hunter)
- 1978: Convoy
- 1982: Blade Runner
- 1987: Ein Aufstand alter Männer (Fernsehfilm)
- 1991: Die junge Katharina (Young Catherine)

## Veröffentlichungen
- Blade Runners, Deer Hunters and Blowing the Bloody Doors Off. My Life in Cult Movies. Pegasus Books, New York NY 2009, ISBN 978-1-60598-038-6.